# Marco Pinato
Marco Pinato (Monza, 9 gennaio 1995) è un calciatore italiano, centrocampista del Benevento.

## Biografia
È il figlio dell'ex calciatore Davide Pinato.

## Caratteristiche tecniche
È un giocatore versatile molto duttile: a inizio carriera veniva utilizzato come attaccante, per essere poi schierato come terzino e mezzala. Mancino, è dotato di una buona struttura fisica, velocità e agilità; caparbio in entrambe le fasi del gioco, si dimostra abile soprattutto negli inserimenti senza palla e possiede una buona tecnica individuale. Per le sue caratteristiche è stato paragonato dal suo ex allenatore nelle giovanili del Milan Filippo Inzaghi a Bryan Cristante.

## Carriera

### Club
Cresciuto nel settore giovanile del Milan, il 20 agosto 2014 viene ceduto in prestito con diritto di riscatto alla Virtus Lanciano. Il 10 luglio 2015 passa a titolo definitivo al Vicenza, firmando un triennale.
Il 31 agosto 2016 viene scambiato con il difensore del Latina Andrea Esposito, facendo il percorso inverso.
Dopo essere rimasto svincolato in seguito al fallimento della società pontina, il 5 luglio 2017 viene tesserato, insieme all'ex compagno di squadra Matteo Bruscagin, dal Venezia, con cui si lega fino al giugno 2019.
Dopo un'ottima stagione disputata con i lagunari, il 16 agosto 2018 viene acquistato a titolo definitivo dal Sassuolo, restando comunque in prestito al club veneto.
Il 30 luglio 2019 si trasferisce, sempre a titolo temporaneo, al Pisa. Segna la sua prima rete con la maglia neroazzurra il 24 novembre successivo, nella partita in trasferta pareggiata per 1-1 contro il Cittadella.
A fine stagione rientra al Sassuolo, che il 3 settembre 2020 lo gira nuovamente in prestito alla Cremonese, con diritto di riscatto e controriscatto. L'8 dicembre segna la prima rete con i grigiorossi nella partita pareggiata in casa col Brescia (2-2).
A fine stagione il giocatore torna di proprietà del Sassuolo, che il 31 agosto 2021 lo cede in prestito nuovamente in serie B al Pordenone.. Il 30 novembre trova il primo gol con i friulani nella prima vittoria in campionato del Pordenone, in casa contro l'Alessandria per 2-0.
Il 17 agosto 2023 viene acquistato, da svincolato, dal Benevento.

### Nazionale
Ha giocato nelle nazionali giovanili Under-17, Under-19 ed Under-20.

## Statistiche

### Presenze e reti nei club
Statistiche aggiornate al 4 maggio 2025.
| Stagione         | Squadra          | Campionato       | Campionato | Campionato | Coppe nazionali | Coppe nazionali | Coppe nazionali | Coppe continentali | Coppe continentali | Coppe continentali | Altre coppe | Altre coppe | Altre coppe | Totale | Totale |
| Stagione         | Squadra          | Comp             | Pres       | Reti       | Comp            | Pres            | Reti            | Comp               | Pres               | Reti               | Comp        | Pres        | Reti        | Pres   | Reti   |
| ---------------- | ---------------- | ---------------- | ---------- | ---------- | --------------- | --------------- | --------------- | ------------------ | ------------------ | ------------------ | ----------- | ----------- | ----------- | ------ | ------ |
| 2014-2015        | Virtus Lanciano  | B                | 13         | 1          | CI              | 1               | 0               | -                  | -                  | -                  | -           | -           | -           | 14     | 1      |
| 2015-2016        | Vicenza          | B                | 6          | 0          | CI              | 1               | 0               | -                  | -                  | -                  | -           | -           | -           | 7      | 0      |
| ago. 2016        | Vicenza          | B                | 0          | 0          | CI              | 2               | 0               | -                  | -                  | -                  | -           | -           | -           | 2      | 0      |
| Totale Vicenza   | Totale Vicenza   | Totale Vicenza   | 6          | 0          |                 | 3               | 0               |                    | -                  | -                  |             | -           | -           | 9      | 0      |
| ago. 2016-2017   | Latina           | B                | 10         | 0          | CI              | 0               | 0               | -                  | -                  | -                  | -           | -           | -           | 10     | 0      |
| 2017-2018        | Venezia          | B                | 33+3       | 3+1        | CI              | 1               | 0               | -                  | -                  | -                  | -           | -           | -           | 37     | 4      |
| 2018-2019        | Venezia          | B                | 22+2       | 0          | CI              | 0               | 0               | -                  | -                  | -                  | -           | -           | -           | 24     | 0      |
| Totale Venezia   | Totale Venezia   | Totale Venezia   | 55+5       | 3+1        |                 | 1               | 0               |                    | -                  | -                  |             | -           | -           | 61     | 4      |
| 2019-2020        | Pisa             | B                | 27         | 2          | CI              | 1               | 0               | -                  | -                  | -                  | -           | -           | -           | 28     | 2      |
| 2020-2021        | Cremonese        | B                | 24         | 2          | CI              | 2               | 0               | -                  | -                  | -                  | -           | -           | -           | 26     | 2      |
| 2021-gen. 2022   | Pordenone        | B                | 16         | 1          | CI              | -               | -               | -                  | -                  | -                  | -           | -           | -           | 16     | 1      |
| gen.-giu.2022    | SPAL             | B                | 15         | 1          | CI              | -               | -               |                    | -                  | -                  |             | -           | -           | 15     | 1      |
| 2022-2023        | Pordenone        | C                | 31+3       | 7+1        | CI-C            | 0               | 0               | -                  | -                  | -                  | -           | -           | -           | 34     | 8      |
| Totale Pordenone | Totale Pordenone | Totale Pordenone | 47+3       | 8+1        |                 | 0               | 0               |                    | -                  | -                  |             | -           | -           | 50     | 9      |
| 2023-2024        | Benevento        | C                | 26+2       | 1          | CI-C            | -               | -               |                    | -                  | -                  |             | -           | -           | 28     | 1      |
| 2024-2025        | Benevento        | C                | 12+1       | 4          | CI-C            | 2               | 0               | -                  | -                  | -                  | -           | -           | -           | 15     | 4      |
| Totale Benevento | Totale Benevento | Totale Benevento | 38+3       | 5          |                 | 2               | 0               |                    | -                  | -                  |             | -           | -           | 43     | 5      |
| Totale carriera  | Totale carriera  | Totale carriera  | 235+11     | 23+1       |                 | 10              | 0               |                    | -                  | -                  |             | -           | -           | 256    | 24     |

## Palmarès

### Club

#### Competizioni giovanili
- Torneo di Viareggio: 1

Milan: 2014